# Illinois
Illinois (pronunțat [ˌɪ.lɨˈnɔɪ̯] sau "ill-i-NOY") a devenit ce de-al douăzeci și unulea stat al Statelor Unite ale Americii la  3 decembrie 1818.  Illinois se găsește în regiunea cunoscută sub numele de Vestul mijlociu al Uniunii (conform originalului, Midwest).  Statul este cunoscut prin populația mare și diversificată, echilibrul dintre zonele sale rurale și cele industriale, orașele mici dar industrializate, vastele suburbii, prima zonă cunoscută sub numele de metropolă, baza sa economică extrem de diversificată și plasarea geografică centrală, care i-a adus statutul de nod de comunicații de peste 150 de ani. Amestecul extrem de armonios dintre uzine și ferme, dintre urban și rural, a făcut ca statul Illinois să fie un fel de „microcosmos” al națiunii americane.
La vremea Revoluției americane, aproximativ 2.000 de vânători nativi americani locuiau zona, alături de un mic număr de coloniști francezi rurali.  Americanii s-au stabilit puțin mai târziu, aproximativ în jur de 1810, venind masiv mai ales din Kentucky.  Statutul de stat al Uniunii a fost obținut relativ repede, în 1818.  Yankeii au ajuns puțin mai târziu, dominând mai ales nordul statului și creînd metropola Chicago în anii 1830.  Dezvoltarea exponențială a transporturilor pe calea ferată din anii 1850 a făcut ca fermele din preria centrală a statului să devină foarte profitabile, atrăgând astfel numeroși fermieri de descendență germană și suedeză.
Nordul statului Illinois, puternic orientat politic spre republicanism, a furnizat susținerea puternică a oamenilor importanți ai războiului civil american originari din Illinois, Abraham Lincoln și Ulysses S. Grant, atât în timpul desfășurării conflitului, dar și după aceea.  În jur de 1900, industrializarea rapidă a orașelor nordice ale statului, combinată cu cea a expansiunii extragerii cărbunelui din centrul și sudul statului a atras numeroși imigranți din estul și sudul Europei.  Illinois a fost de asemenea unul din statele Uniunii care a adus o pondere însemnată în ambele războaie mondiale, atât uman cât și material.  Un număr însemnat de americani de origine africană au părăsit câmpurile de bumbac și tutun ale Sudului venind și stabilindu-se în Chicago, unde au creat o formidabilă cultură a jazzului.
Statul a fost numit după râul omonim, Illinois (râu), care la rândul său a fost numit de exploratorii francezi ai zonei după locuitorii nativi ai zonei, Illiniwek, un consorțiu de triburi de origine Algonquian, care populau zona la venirea europenilor.  Cuvântul Illiniwek semnifică "trib de oameni superiori."

## Demografie

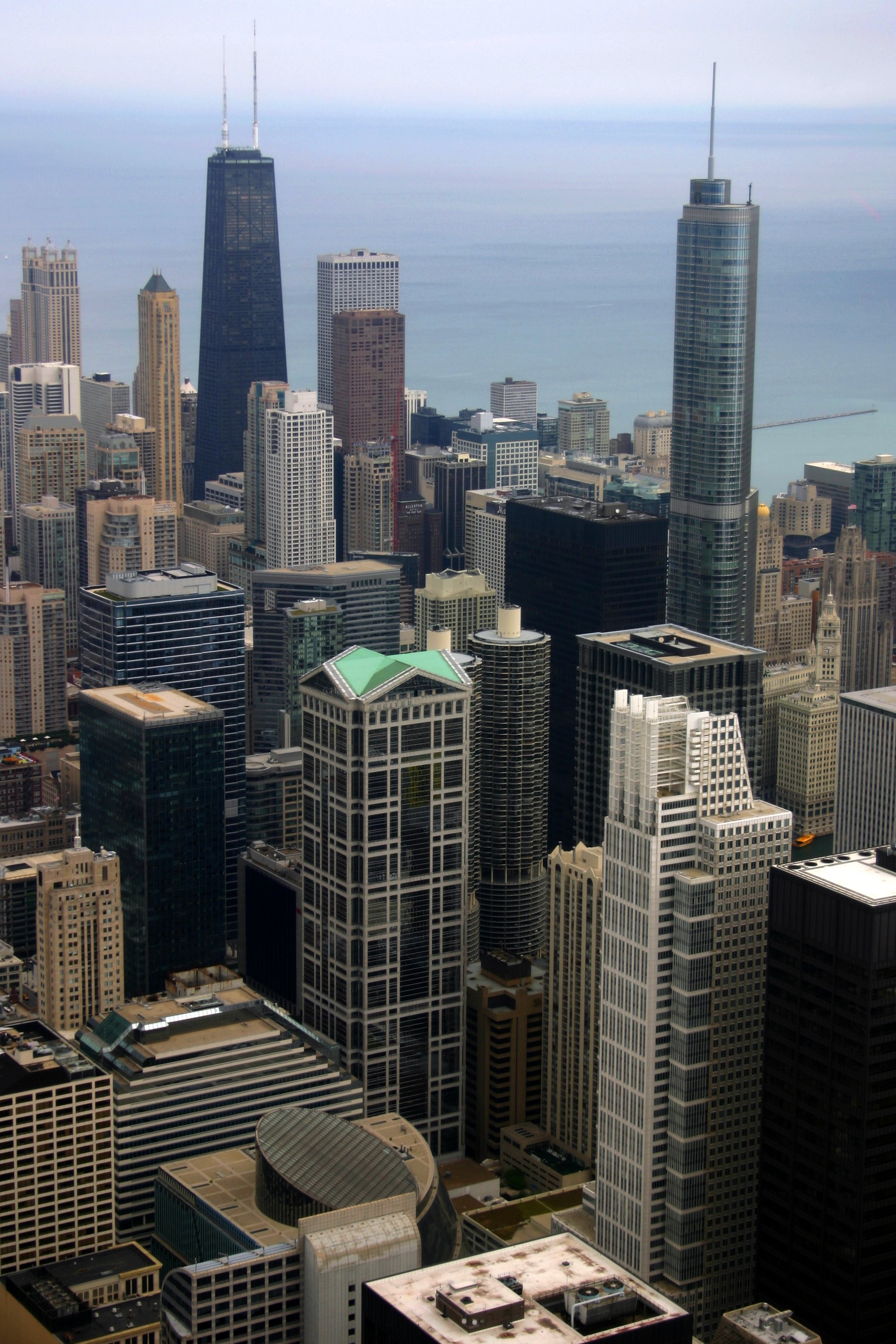
Chicago cel mai mare oraș al statului și al treilea ca mărime din Statele Unite

### 2010
Populația totală a statului în 2010: 12,830,632
Structura rasială în conformitate cu recensământul din 2010:
- 71.5% Albi (9,177,877)
- 14.5% Negri (1,866,414)
- 0.3% Americani Nativi (43,963)
- 4.6% Asiatici (586,934)
- 0.0% Hawaieni Nativi sau locuitori ai Insulelor Pacificului (4,050)
- 2.3% Două sau mai multe rase (289,982)
- 6.8% Altă rasă (861,412)
- 15.8% Hispanici sau Latino (de orice rasă) (2,027,578)